# Reversopelma petersi
Espèce
Reversopelma petersi est une espèce d'araignées mygalomorphes de la famille des Theraphosidae.

## Distribution
Cette espèce se rencontre au Pérou ou en Équateur.

## Description
Le mâle holotype mesure 30 mm et les femelles de 30 à 35 mm.

## Systématique et taxinomie
Cette espèce a été décrite par Schmidt en 2001.

## Étymologie
Cette espèce est nommée en l'honneur de Heinz-Josef Peters. 

## Publication originale
- Schmidt, 2001 : « Reversopelma petersi sp. n. (Araneae: Theraphosidae: Theraphosinae), eine neue Spinnenart aus dem Nordesten Südamerikas. » Arachnologisches Magazin, vol. 9, no 3/4, p. 1-10.